# Wypowiedź apodyktyczna
Wypowiedź apodyktyczna – w logice modalnej wypowiedź zbudowana z funktora modalnego „musi” (lub równoważnego, np. „powinien”) stwierdzającego konieczność oraz z argumentu w postaci zdania albo jego negacji.
Przykład: Kraków musi być stolicą Polski.
Wypowiedzi modalne nie są zdaniami w sensie logicznym, gdyż nie można przypisać im obiektywnej wartości logicznej bez dokonania odpowiedniej interpretacji (np. logicznej lub tetycznej) i tym samym należą one do kategorii wypowiedzi niezupełnych.